# Todome no Ichigeki (bài hát)
Todome no Ichigeki feat. Cory Wong (トドメの一撃 feat. Cory Wong) là một bài hát của ca sĩ kiêm nhạc sĩ người Nhật Bản Vaundy. Bài hát được phát hành dưới dạng đĩa đơn độc quyền vào ngày 8 tháng 10 năm 2023 từ Stardust Records (SDR) / Sony Music Labels.

## Tổng quan
Bài hát được phát hành sau tác phẩm trước đó là "ZERO" vào 9 ngày sau. Là bài hát chủ đề kết thúc của bộ anime truyền hình "SPY×FAMILY" mùa 2. Cory Wong tham gia với tư cách là nghệ sĩ chơi guitar.
Cô xuất hiện lần đầu tiên trên chương trình "Music Station" được phát sóng vào ngày 1/12/2023 và biểu diễn ba ca khúc, trong đó có ca khúc này.

## Video ca nhạc
Bài hát được phát hành trên YouTube cùng thời điểm với việc phát sóng bộ hoạt hình. Nữ diễn viên Nagasawa Masami thủ vai chính, và câu chuyện lấy bối cảnh trên một con tàu du lịch sang trọng đang chìm, được mô tả bằng hình ảnh đen trắng. Video này được đạo diễn bởi Yuichi Kodama.
Thế giới quan mà anh ấy tạo ra là tự do và thực tế vô tận. Tôi cảm thấy rằng tôi cũng bị kéo theo bởi sự hấp dẫn của một người nhưng thu hút nhiều người.
Bình luận của Nagasawa Masami

## Danh sách bài hát
| STT | Nhan đề                        | Sáng tác | Thời lượng |
| --- | ------------------------------ | -------- | ---------- |
| 1.  | "トドメの一撃 feat. Cory Wong" | Vaundy   | 05:11      |

## Đón nhận

### Bảng xếp hạng âm nhạc
| Bảng xếp hạng (2022)                    | Vị trí cao nhất |
| --------------------------------------- | --------------- |
| Japan Hot 100 (Billboard)               | 22              |
| Billboard Japan Download Songs          | 9               |
| Japan Hot Animation (Billboard Japan)   | 6               |
| Japan Streaming Songs (Billboard Japan) | 66              |